# Squaroplatacris violatibialis
Squaroplatacris violatibialis är en insektsart som beskrevs av Liang och Z. Zheng 1987. Squaroplatacris violatibialis ingår i släktet Squaroplatacris och familjen gräshoppor. Inga underarter finns listade i Catalogue of Life.